# لپرکان ۴: در فضا
لپرکان ۴: در فضا (انگلیسی: Leprechaun 4: In Space) فیلمی در ژانر ترسناک، ماجراجویی، و علمی–تخیلی است که در سال ۱۹۹۷ منتشر شد.

## بازیگران
- وارویک دیویس
- جسیکا کالینز
- میگوئل ای. نونیز جونیور
- دبی دانینگ
- ریک پیترز
- جیمز کوین